# Mamadapur, Shiggaon
Mamadapur là một làng thuộc tehsil Shiggaon, huyện Haveri, bang Karnataka, Ấn Độ.